# Falcon Eye
Les Falcon Eye  sont deux satellites de reconnaissance optiques des Émirats arabes unis dérivés des satellites français Pléiades. Les satellites et la chaine de traitement au sol sont développés par Airbus Defence and Space et Thales Alenia Space. L'instrument très haute résolution et le télescope ont été développés et fabriqués par Thales Alenia Space. Le premier exemplaire a décollé du centre spatial guyanais à Kourou le 11 juillet 2019 mais à la suite d'une anomalie du lanceur Vega, le satellite a été perdu,. Le deuxième exemplaire est lancé le 2 décembre 2020, cette fois avec une fusée Soyouz-2.1a.

## Historique
Les Émirats arabes unis (EAU) acquièrent en juillet 2013 deux satellites de reconnaissance militaires optiques auprès des filiales françaises des groupes Airbus Space Systems et Thales Alenia Space pour un montant d'environ 700 millions d'euros. Le contrat est définitivement signé en juillet 2014, après que des problèmes suscités par la réglementation américaine ITAR, limitant la commercialisation des composants américains estimés stratégiques, ont été réglés,,. Le contrat porte également sur le système de réception au sol et de traitement des images, ainsi qu’un programme de formation pour les ingénieurs des Émirats arabes unis qui contrôleront et opéreront le satellite une fois en orbite.

### Échec du lancement de Falcon Eye 1
Le 11 juillet 2019, Falcon Eye 1 a décollé du centre spatial guyanais à bord d'une fusée Vega, soit la mission VV15. Après deux minutes de vol et allumage du moteur Zefiro 23 du second étage, une anomalie s'est déclarée et la fusée n'a pas atteint sa trajectoire nominale. Elle est retombée dans l'océan atlantique avec le satellite. Il s'agit du premier échec de cette fusée. 

## Caractéristiques techniques
Les deux Falcon Eye sont des satellites de reconnaissance militaires optiques dérivés des satellites français Pléiades. L'intégrateur est Airbus et la charge utile est développée par Thalès. Les satellites utilisent une plate-forme Astrosat 1000 d'Airbus. La masse est inférieure à 1 197 kg. La durée de vie minimale annoncée est de 5 ans. Le satellite est stabilisé 3 axes et dispose de 4 micro-propulseurs à hydrazine fournissant la poussée pour maintenir le satellite sur son orbite nominale,.